# Bikini (kleding)
Een bikini is een tweedelig badpak voor vrouwen dat bestaat uit een bovenstuk en een broekje. In de meest eenvoudige versie bestaat het bovenstuk uit twee driehoeken die de borsten bedekken en die over de rug en de schouders met elkaar zijn verbonden. Het broekje bedekt de schaamstreek en de billen. Er is veel variatie in het ontwerp van bikini's.
Begin 20e eeuw onderging zwemkleding in het Westen een stapsgewijze transformatie, van heel bedekkend naar meer praktisch, kleiner en decoratiever. De bikini werd in 1946 op de markt gebracht. Eerst door Franse modeontwerper Jacques Heim als de 'atome', later datzelfde jaar door ontwerper Louis Réard als de 'bikini'. Het ontwerp van Heim bedekte de navel en trok weinig aandacht; dat van Réard was beduidend kleiner. Heims ontwerp was controversieel, werd op stranden en aan zwembaden verboden en raakte slechts heel langzaam ingeburgerd. Niet alleen conservatieven, maar ook communisten en feministen hadden kritiek. Ondanks de tegenkanting begon de bikini goed te verkopen. De doorbraak kwam er doordat filmsterren als Brigitte Bardot, Raquel Welch en Ursula Andress gezien werden in bikini. Midden jaren 60 was de bikini gemeengoed in het Westen en tegen het einde van de eeuw droegen ook atleten als beachvolleyballers en bodybuilders hem.

## Geschiedenis

### Oudheid

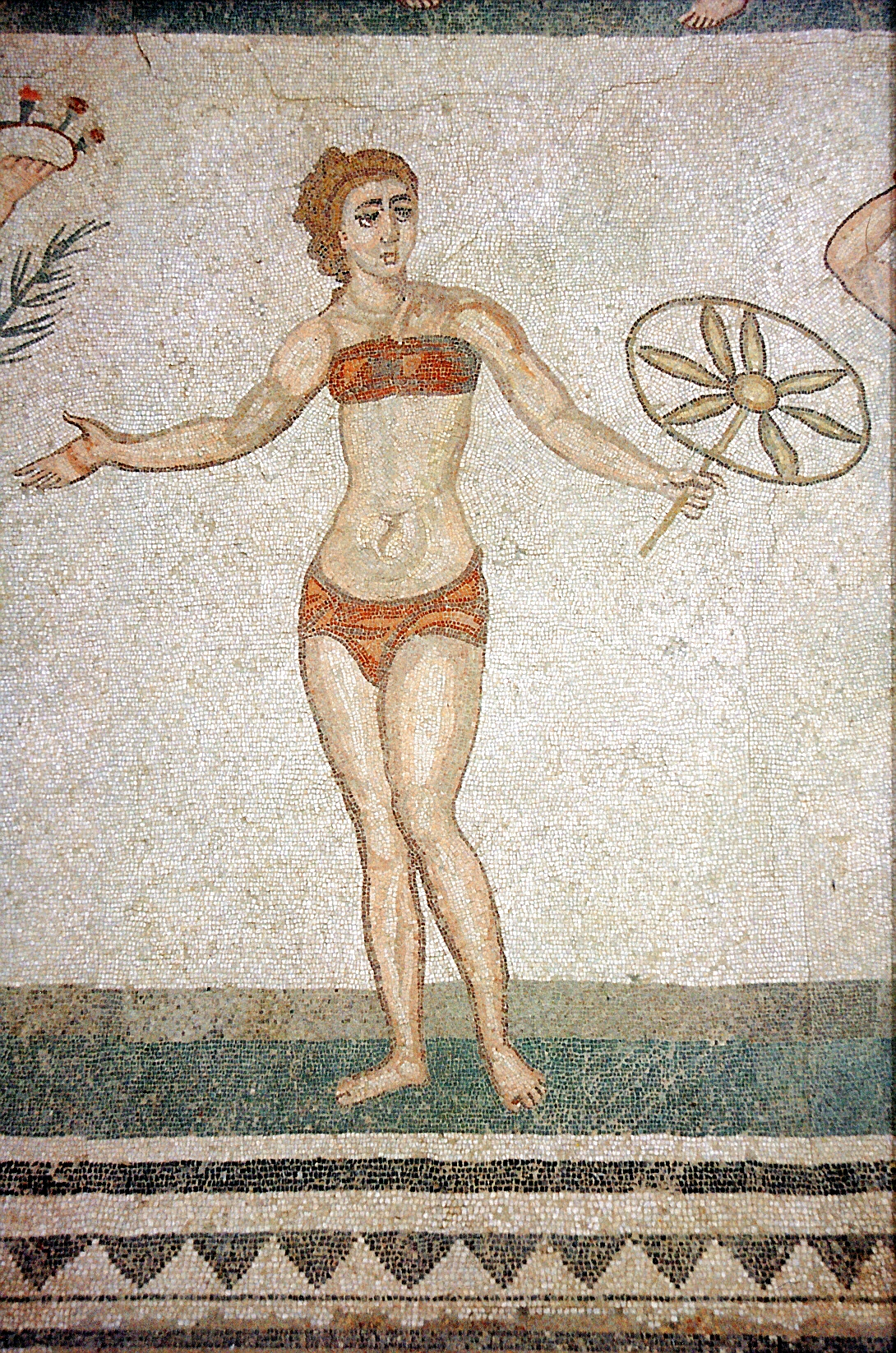
Vrouw in subligaria, mozaïek uit de 4e eeuw

Het tweedelige pak is al van zeer oude afbeeldingen bekend. Muurschilderingen en een mozaïek uit de 4e eeuw na Christus in de Villa Romana del Casale in het Siciliaanse bergstadje Piazza Armerina tonen een vergelijkbaar kledingstuk dat "subligaria" wordt genoemd. Negen van de oorspronkelijk tien uitgebeelde Romeinse sporters droegen deze kleding.

### Moderne versie

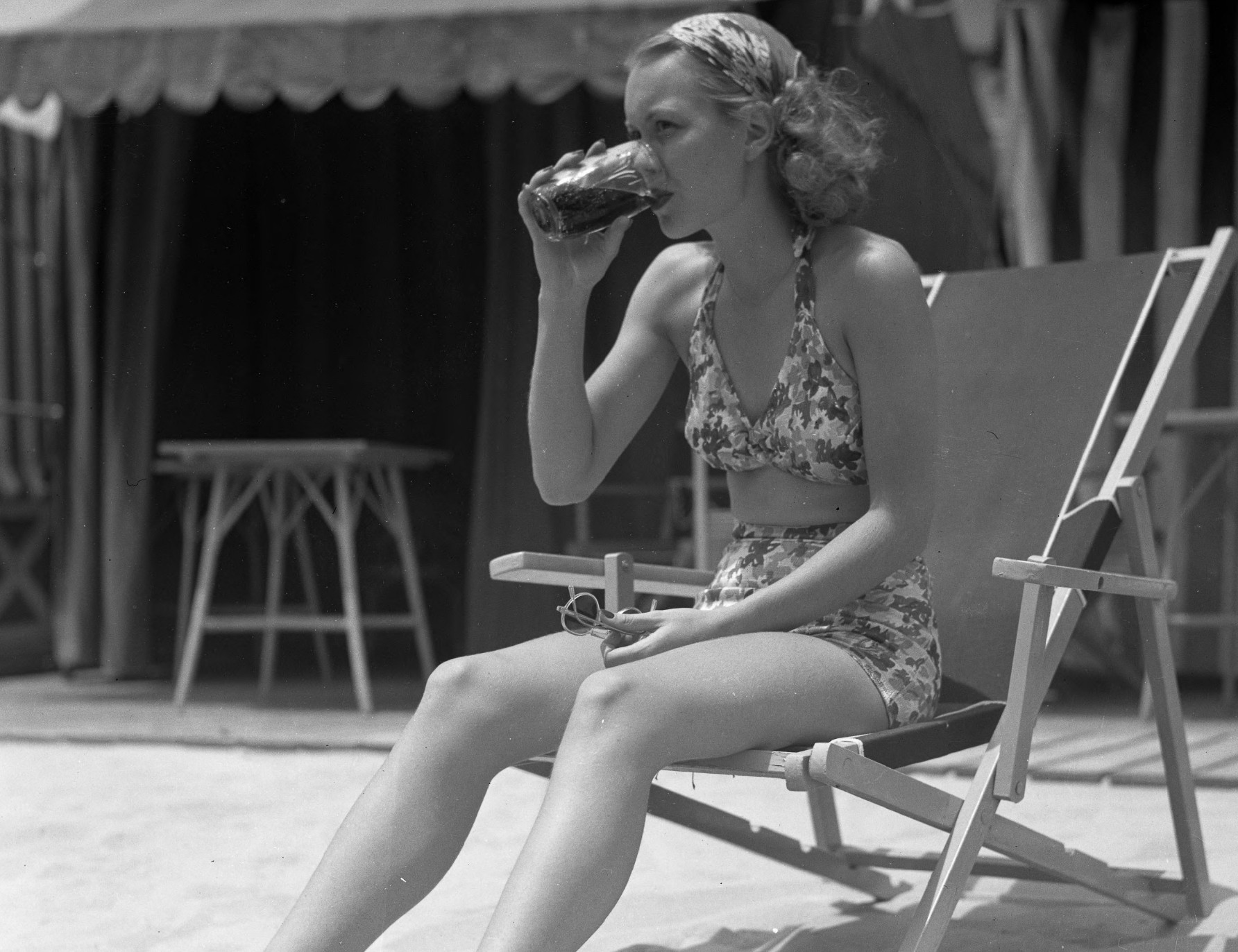
Jane Wyman in 1935 in een tweedelig badpak waarbij de navel bedekt is

In 1932 ontwierp de Parijse modeontwerper Jacques Heim als eerste een tweedelig badpak, de Atome, de voorloper van de moderne bikini.  Het was van wol en het broekje hield de buik nog gedeeltelijk bedekt. In 1946 verkleinde Louis Réard het broekje zodat nu de navel volledig zichtbaar werd en noemde het badpak naar het eiland Bikini waar net daarvoor een atoombom was getest. De bikini moest inslaan als een 'anatomische bom'.
Geen van de modellen van die tijd wilde echter een dergelijk "onzedig" kledingstuk showen. Daarom moest Réard een beroep doen op Micheline Bernardini, een naaktdanseres uit het casino van Parijs, die op 5 juli 1946 als allereerste in bikini mocht poseren in het mondaine Molitor-zwembad van Parijs. Aanvankelijk had de bikini weinig succes, mede doordat hij werd verboden in verschillende landen en in 1949 de Vaticaanse krant L'Osservatore Romano zich uitsprak tegen de bikini. Onder druk van religieuze genootschappen verbood ook Hollywood op grond van de Hayes Code tot 1965 het tonen van bikini's in films. De Miss World-verkiezing, begonnen als bikiniwedstrijd, verbood onder dezelfde druk al snel het gebruik van de bikini. Het verbod gold echter niet overal en daarmee kreeg de bikini de kans om door te breken. Zo kreeg de burgemeester van Benidorm Pedro Zaragoza in 1953 de toestemming van Generaal Franco om, bij wijze van uitzondering op het bikiniverbod in de rest van Spanje, de bikini in zijn stad toe te laten.
Aanvankelijk werd de populariteit vooral gestimuleerd door filmsterren als Marilyn Monroe, Rita Hayworth, Sophia Loren, Raquel Welch en veel anderen. Zo poseerde Brigitte Bardot in 1953 tijdens het Filmfestival van Cannes op het strand in bikini en verscheen Ursula Andress in 1962 in de Bondfilm Dr. No in witte bikini uit de Caraïbische Zee. In 1964 sierde Babette March als eerste model in bikini de eerste cover van het Amerikaanse sporttijdschrift Sports Illustrated. 
Gezegd wordt dat het liedje Itsy bitsy teenie weenie yellow polka dot bikini uit 1960 veel heeft bijgedragen aan de populariteit van de bikini. 

## Varianten

Verschillende bikinistijlen

Een bikini bestaat in veel variaties. Het bovendeel heeft schouderbandjes of niet. Vaak zijn schouderbandjes nodig omdat de bikini anders bij het zwemmen niet blijft zitten, een probleem dat opgelost werd met schouderbandjes die verwijderd kunnen worden. Het broekje kan hoog of laag zijn. Soms bestaat het broekje opzij alleen uit dunne touwtjes, die vaak gestrikt zijn. Dat heet dan een string. Een dergelijk broekje is gemakkelijk op maat te maken.
Sommige variaties hebben een eigen naam:
- bandeau
- boerkini
- microkini
- monokini
- tankini

In China is een wijdverbreide gewoonte dat een man bij warm weer zijn shirt naar boven oprolt, wat wel een Beijing bikini wordt genoemd. In de stad Jinan is het verboden.